# Іхтіофауна
Іхтіофауна, іхтіофавна (грец. ιχθύς (ichthys) — риба та фауна) — сукупність риб певної водойми, басейну, зоогеографічної області тощо. Також під цим терміном розуміють сукупність риб, які жили на планеті у певний період її історії. 
Іхтіофауна більшості басейнів неоднорідна, вона складається з видів, різних за своїм географічним походженням, які можна згрупувати у різні фауністичні комплекси. Наприклад, іхтіофауна Чорного моря складається з кількох груп риб. Деякі з них є місцевими видами (жили у морі до його засолення, зараз мешкають у лиманах), інші мігрували з Середземного моря (теплолюбні види), ще одну групу складають види, що потрапили у Чорне море з північних морів під час льодовикового періоду (живуть на глибинах у холодній воді). Видовий та кількісний склад визначається як вихідними фауністичними комплексами з яких формувалась певна іхтіофауна, так і історією басейну, а також сучасними умовами життя у ньому, впливом людини тощо.   Найрізноманітніша іхтіофауна тропічних морів (екваторіальні води західної частини Тихого океану), найменш різноманітна іхтіофауна високоарктичних вод.